# La Paulée de Printemps

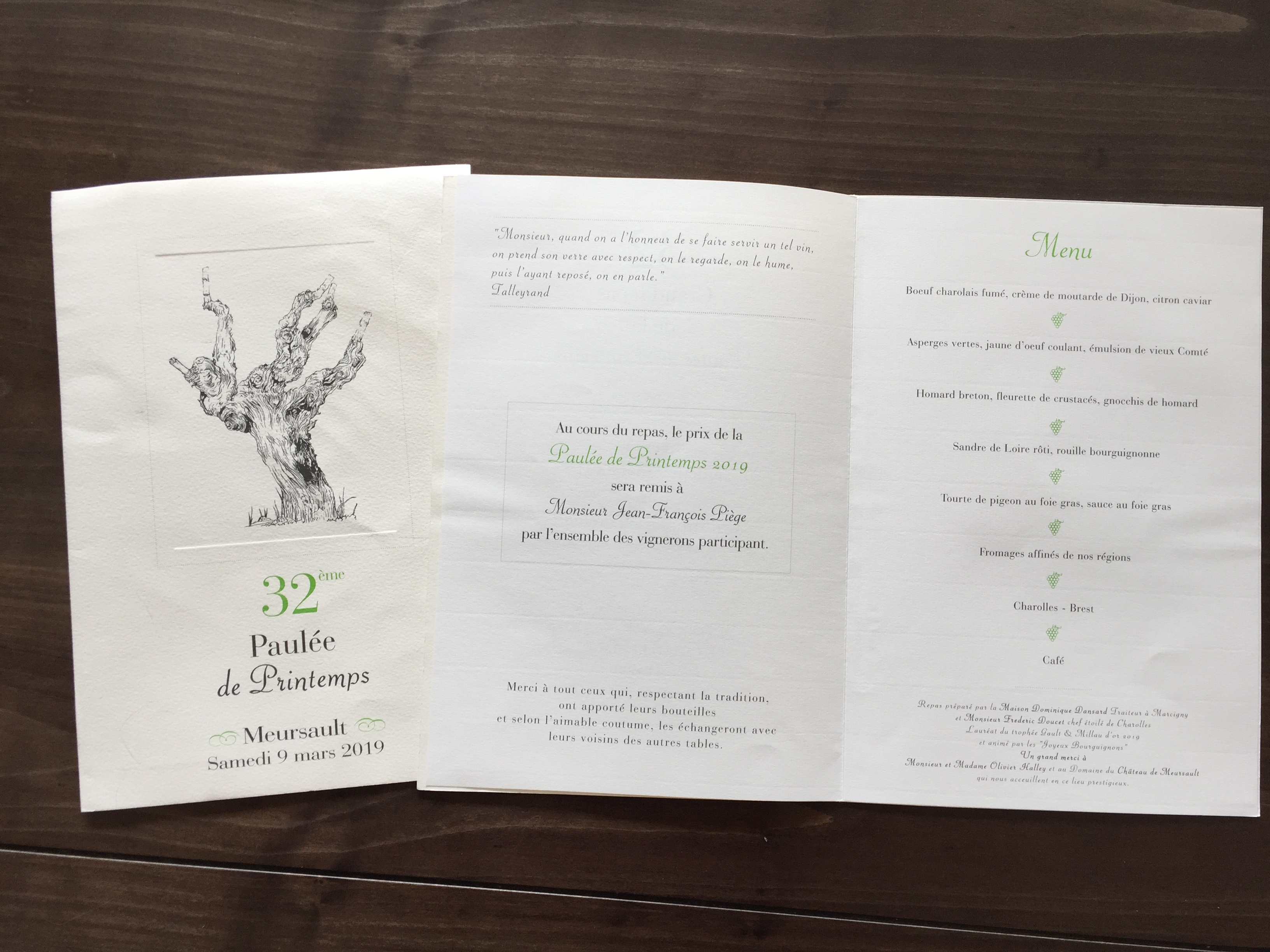
Speisekarte der Paulée de Printemps 2019

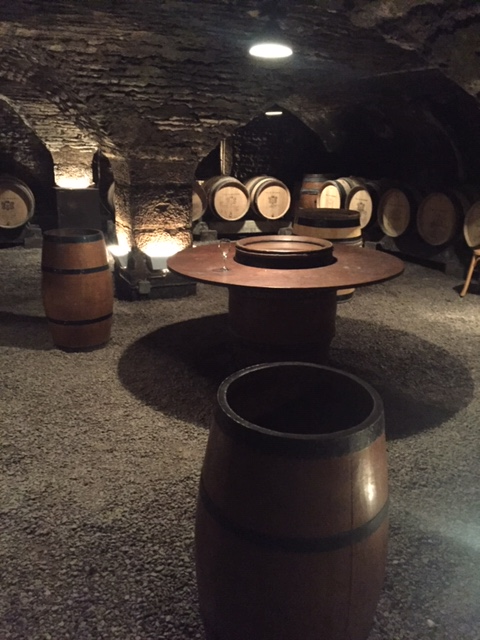
Verkostungsareal 2019

La Paulée de Printemps  (früher Banée) ist ein Weinfest auf Schloss Meursault, welches jährlich ab 1986 bis 1993 im September und seit 1994 in der ersten Hälfte des Monats März veranstaltet wird.

## Geschichte
Der Zuspruch für die Paulée in der dritten Novemberwoche wurde von Jahr zu Jahr signifikant größer. Um die Weingüter, Winzer, Weinhändler und deren internationalen Gäste zu befrieden, ist 1986 die Banée von  Jean Prieur und der Winzer-Vereinigung von Meursault (le syndicat viticole) gegründet worden. Die erste Banée fand  im September 1986 statt. Der Präsident Jean Prieur und weitere Mitglieder der A.P.P.M. erkannten, dass der ausgewählte Termin im September mit der gleichzeitig beginnenden Traubenernte in Burgund, nicht zielführend ist. So wie die Paulée seit 1923 das große Fest nach der Weinernte im Herbst in Meursault ist, wurde für die Banée ab dem Jahr 1994 ein Frühjahrstermin ausgewählt. Die Idee hierzu ist: Im März wird die zukünftige Traubenernte durch einen konsequenten Rebschnitt vorbereitet. Diese Arbeiten und die Rückkehr des Frühlings ist das Fest der Banée. Mit der 32. Galaveranstaltung am 9. März 2019, wurde das Event in die Paulée de Printemps umbenannt. Das Dinner mit ca. 480 Gäste beginnt  um 20h und endet ca. gegen 2h morgens.
Der Ablauf des Festmahls ist derselbe wie das Galadinner der Paulée im November. Jeder Teilnehmer bringt seine besten Weine mit, teilt und verkostet diese wie gewohnt mit seinen Tischnachbarn. Es werden überwiegend die ganz großen Weine (Jahrgänge) von den zahlreichen Winzern und den Besitzern der Domaines geteilt und gereicht. Der mitgebrachte Wein sollte mindestens die dritthöchste Klassifizierung eines Weines haben, wie z.Bsp.: Climat – Name mit Dorfbezeichnung A.C. – oder besser Premier Cru’s. Küchenchef Dominique Dansard und seine Brigade sind für die kulinarischen Höhepunkte des Abends zuständig. Zu Ehren der großen Sterneköche wurde ab dem Jahr 1986 bis 2002, einem dieser Köche, der Preis der Banée de Meursault vergeben. Seit 2003 wird der Prix de la Banée, ab 2019 Prix de la Paulée de Printemps, Meursault, von der Jury an junge Sterneköche mit einer vielversprechenden Zukunft vergeben, die sich durch Erfindungsreichtum und Talent ausgezeichnet haben. Die Jury setzt sich zusammen unter dem Vorsitz von Jean-François Piège (Sternekoch) und Herrn Thibault Danananché von der Zeitschrift Le Point. Der jeweilige Preis besteht aus insgesamt 100 Flaschen Wein mit der Herkunftsbezeichnung Meursault.

## Preisträger
- 1986: Hugh Johnson, britischer Schriftsteller und Weinexperte

Auszeichnungen der großen Sterneköche mit dem Prix de la Banée
- 1987: Pierre Troisgros
- 1988: Georges Blanc
- 1989: Bernhard Loiseau
- 1990: Jean-Pierre Billoux
- 1991: Michel Lorain
- 1992: Jean-Pierre Heberlain
- 1993:  keine Veranstaltung der Banée
- 1994: Marc Meneau
- 1995: Jean Crotet
- 1996: Claude Deligne
- 1997: Jean André Charial
- 1998: Guy Savoy
- 1999: Michel Rochedy
- 2000: Keine Veranstaltung
- 2001: Michel Rostang
- 2002: Jacques Lameloise

Auszeichnungen der jungen Sterneköche
- 2003: Eric Frechon (Hotel Bristol, Paris)
- 2004: Nicolas Le Bec (Lyon)
- 2005: David Zuddas (Auberge de la Charme à Prenois)
- 2006: Arnaud Lallemant (Assiette Champenoise à Reims)
- 2007: Nicolas Pourcheresse (Auberge de Cahvanne à Lyon)
- 2008: Jérôme Brochot
- 2009: Cédric Burtin (L’Amaryllis à Sennecey le Grand)
- 2010: Frédéric Doucet (l’Hôtel de la Poste à Charolles)
- 2011: Stéphane Léger (Le Chassagne)[1]
- 2012: Philippe Augé (Hostellerie Levernois)[2]
- 2013: Jean-Michel Carrette (Aux Terrasses à Tournus)[3]
- 2014: Bruno Monnoir (Le Benaton à Beaune)[4]
- 2015: Phillipe Michel (La Marande à Montbellet)[5]
- 2016: Clovis Khoury (Maison Clovis à Lyon)[6]
- 2017: Eric Pras (Lameloise à Chagny)[7]
- 2018: César Troisgros (Maison Troisgros à Ouches)[8]

Auszeichnung mit dem Prix de la Paulée de Printemps, Meursault
- 2019: Jean François Piège (Maison Troisgros à Ouches)[9]
- 2020 / 2021: Keine Veranstaltung wegen COVID-19

## Die Präsidenten der Paulée de Meursault und der Paulée de Printemps
- 1923–1939 Gaston Gérard und Jules Lafon
- 1939–1945 René Lafon
- 1945–1959 Jacques Prieur[10]
- 1959–1974 Etienne von Moucheron
- 1974–1990 Jean Prieur
- 1990–2001 Jean-Claude Monnier[11]
- seit 2001 Philippe Ballot[1]